# Allendelagua
Allendelagua es una localidad del municipio de Castro-Urdiales (Cantabria, España). En año 2019 contaba con una población de 152 habitantes (INE). La localidad se encuentra a 60 metros de altitud sobre el nivel del mar, y a 3 kilómetros de la capital municipal, Castro-Urdiales.
Allendelagua se denominó Llen del Agua, según el Censo de población de las provincias y partidos de la Corona de Castilla y es también la denominación tradicional actualmente (Llendelagua).[cita requerida]
Destaca del lugar la torre medieval de los templarios, declarada Bien de Interés Cultural con la categoría de monumento en el año 2002.
- Datos: Q5492338
- Multimedia: Allendelagua / Q5492338